# 1922-es Tour de France
Az 1922-es Tour de France a francia kerékpárverseny 16.  kiírása. 1922. június 25-én kezdődött, Párizs-ból indult a mezőny és július 23-án ért véget, Párizsban.
Robert Jacquinot két szakaszgyőzelmével vezetett az első három rész után, majd Eugène Christophe vette át a sárga trikót. A hatodik szakaszban szerepelt a Tourmalet megmászása, ezt azonban havazás miatt kihagyták, és más útvonalat választottak. Jean Alavoine a Pireneusokban három szakaszt nyert egymás után és az élre állt 22 perces előnnyel. A genfi szakaszon azonban a hideg miatt, és mert több mechanikai problémája akadt, Heusghem behozta az előnyt és a következő részen Alavoine többszörös lánctörése miatt már fél órás előnyt szerzett.
A tizenharmadik szakaszon Heusghem Metznél kerékpártörést szenvedett, szabálytalan kerékpárcseréért egyórás büntetést kapott, és ezzel visszaesett a negyedik helyre.
Firmin Lambot került az élre és nyerte meg a versenyt 37 évesen, immár másodszor 1919 után.

## Szakaszok
| Szakasz | Időpont   | Végpontok                     | Jellege       | Hossz (km) | Szakaszgyőztes         | Összetett első          |
| ------- | --------- | ----------------------------- | ------------- | ---------- | ---------------------- | ----------------------- |
| 1       | június 25 | Párizs – Le Havre             | Sík szakasz   | 388        | Robert Jacquinot (FRA) | Robert Jacquinot (FRA)  |
| 2       | június 27 | Le Havre – Cherbourg          | Sík szakasz   | 364        | Romain Bellenger (FRA) | Robert Jacquinot (FRA)  |
| 3       | június 29 | Cherbourg – Brest             | Sík szakasz   | 405        | Robert Jacquinot (FRA) | Robert Jacquinot (FRA)  |
| 4       | július 1  | Brest – Les Sables-d’Olonne   | Sík szakasz   | 412        | Philippe Thys (BEL)    | Eugène Christophe (FRA) |
| 5       | július 3  | Les Sables d'Olonne – Bayonne | Sík szakasz   | 482        | Jean Alavoine (FRA)    | Eugène Christophe (FRA) |
| 6       | július 5  | Bayonne – Luchon              | Hegyi szakasz | 326        | Jean Alavoine (FRA)    | Eugène Christophe (FRA) |
| 7       | július 7  | Luchon – Perpignan            | Hegyi szakasz | 323        | Jean Alavoine (FRA)    | Jean Alavoine (FRA)     |
| 8       | július 9  | Perpignan – Toulon            | Sík szakasz   | 411        | Philippe Thys (BEL)    | Jean Alavoine (FRA)     |
| 9       | július 11 | Toulon – Nizza                | Hegyi szakasz | 284        | Philippe Thys (BEL)    | Jean Alavoine (FRA)     |
| 10      | július 13 | Nizza – Briançon              | Hegyi szakasz | 274        | Philippe Thys (BEL)    | Jean Alavoine (FRA)     |
| 11      | július 15 | Briançon – Genf               | Hegyi szakasz | 260        | Emile Masson (BEL)     | Jean Alavoine (FRA)     |
| 12      | július 17 | Geneva – Strassbourg          | Sík szakasz   | 371        | Emile Masson (BEL)     | Hector Heusghem (BEL)   |
| 13      | július 19 | Strassbourg – Metz            | Sík szakasz   | 300        | Federico Gay (ITA)     | Firmin Lambot (BEL)     |
| 14      | július 21 | Metz – Dunkerque              | Sík szakasz   | 433        | Félix Sellier (BEL)    | Firmin Lambot (BEL)     |
| 15      | július 23 | Dunkerque – Párizs            | Sík szakasz   | 340        | Philippe Thys (BEL)    | Firmin Lambot (BEL)     |

## Összetett eredmények
| 1                        | Firmin Lambot (BEL)     | 1 | 222h 08' 06" |
| 2                        | Jean Alavoine (FRA)     | 1 | +41' 15"     |
| 3                        | Félix Sellier (BEL)     | 1 | +42' 02"     |
| 4                        | Hector Heusghem (BEL)   | 1 | +43' 56"     |
| 5                        | Victor Lenaers (BEL)    | 1 | +45' 32"     |
| 6                        | Hector Tiberghien (BEL) | 1 | +1h 21' 35"  |
| 7                        | Léon Despontin (BEL)    | 1 | +2h 24' 29"  |
| 8                        | Eugène Christophe (FRA) | 1 | +3h 25' 39"  |
| 9                        | Jean Rossius (BEL)      | 1 | +3h 26' 06"  |
| 10                       | Gaston Degy (FRA)       | 1 | +3h 49' 13"  |
| 120 índúló, 38 célba érő |                         |   |              |